# فهرست شرکت‌های هواپیمایی مونته‌نگرو
این مقاله مربوط به فهرست شرکت‌های هواپیمایی مونته‌نگرو است.

## شرکت‌های هواپیمایی تجاری
| شرکت هواپیمایی     | تصویر | ایکائو | یاتا | شناسه   | فرودگاه (های) قطب  | آغاز فعالیت |
| ------------------ | ----- | ------ | ---- | ------- | ------------------ | ----------- |
| مونته‌نگرو ایرلاینز |       | MGX    | YM   | MONTAIR | فرودگاه پودگوریتسا | ۱۹۹۴        |

## چارتر
| شرکت هواپیمایی      | تصویر | ایکائو | یاتا | شناسه  | فرودگاه (های) قطب                 | آغاز فعالیت |
| ------------------- | ----- | ------ | ---- | ------ | --------------------------------- | ----------- |
| دی ایر              |       | DIS    |      | DI AIR | فرودگاه پودگوریتسا، فرودگاه تیوات | ۱۹۹۷        |
| اوکی ایر اینترنشنال |       |        |      |        | فرودگاه پودگوریتسا                | ۱۹۹۳        |
| Vektra Aviation     |       | &nbsp; |      |        | فرودگاه پودگوریتسا                | ۲۰۰۶        |